# اقتطاع الأمعاء
اقتطاع الأمعاء (بالإنجليزية: bowel resection أو enterectomy)‏ هي عملية جراحية يزال فيه جزء من الأمعاء، سواء من الأمعاء الدقيقة أو من الأمعاء الغليظة.
من الناحية العامة فإن مصطلح اقتطاع الأمعاء يعطي معنى استئصال من الأمعاء الدقيقة، بينما يستعمل مصطلح استئصال القولون للأمعاء الغليظة.

## الأنواع
يسمى اقتطاع الأمعاء حسب المكان الذي يتعرض للاقتطاع:
- استئصال الإثناعشري
- استئصال الصائم (طالع: صائم (تشريح))
- استئصال اللفائفي
- استئصال القولون

## دواعي اقتطاع الأمعاء
تجرى عملية اقتطاع الأمعاء في حالات سرطان الجهاز الهضمي ونخر القولون والتهاب الأمعاء الشديد والداء الرتجي وداء كرون والانتباذ البطاني الرحمي والتهاب القولون التقرحي وانسداد الأمعاء بسبب نسيج ندبة.
من الأسباب الأخرى وجود إصابات وإزالة سليلة عندما تكون عملية استئصال السليلة غير كافية. يجب إزالة السليلة لتجنب تحولها إلى ورم سرطاني أو لمنح انسداد الأمعاء بها كما في حالات داء السلائل الورمي الغدي العائلي ومتلازمة بويتز جيغرز وغيرها من متلازمات داء السلائل.

## المضاعفات
يحتاج بعض المرضى لفغر اللفائفي أو فغر القولون لتكون طريقة بديلة للإخراج.
سيتعرض المرضى الذين تجرى عليهم عمليات اقتطاع الأمعاء مشاكل هضمية واستقلابية بحسب المنطقة التعرضة للاقتطاع، ومن أمثلتها متلازمة الأمعاء القصيرة.